# هيومانستس إنترناشيونال
هيومانيستس إنترناشيونال (تعرف باسم الاتحاد الدولي الإنساني والأخلاقي من 1952-2019) منظمة غير حكومية دولية تدعو للعلمانية وحقوق الإنسان، مدفوعةً بقيم علمانية إنسانية. تأسست في أمستردام 1952، وهي منظمة تشكل مظلة تتكون من أكثر من 160 منظمة علمانية إنسانية، إلحادية، عقلانية، تشكيكية، أخلاقية، وتنادي بالفكر الحر من أكثر من 80 بلدًا.
تقيم هيومانستس إنترناشيونال حملات عالمية لقضايا حقوق الإنسان، بتركيز خاص على الدفاع عن حرية الفكر والتغبير وحقوق اللادينيين، الذين يشكلون غالبًا أقليات مستضعفة في العديد من دول العالم. مقر الجمعية في لندن ولكنها تحافظ على حضورها في مجلس الأمم المتحدة لحقوق الإنسان في جنيف، والجمعية العامة للأمم المتحدة في نيويورك، والمجلس الأوروبي في ستراسبورغ، من بين مؤسسات دولية أخرى. تركز أعمالها في مجال الحقوق على تكوين المناظرات الخاصة بالقضايا المتعلقة بالفلسفة الإنسانية، وحق اللادينيين، والترويج لسلوك إنساني في القضايا الاجتماعية.
هيومانستس إنترناشيونال نشطة بشكل خاص في مناهضة قوانين ازدراء الأديان والردة حول العالم وفي الأمم المتحدة. يصنف تقريرها السنوي تقرير الحرية الفكرية دول العالم حسب تعاملها مع اللادينيين والتزامها بحرية الفكر والتعبير. تساعد أيضًا، بعملها مع المنظمات المنتمية لها، على تنسيق الدعم للهاربين من الأخطار من الدول التي تلاحق اللادينيين. تدعو لمقاربة إنسانية في القضايا الاجتماعية المتنوعة، مساهمةً في الحوارات الأحيائية الأخلاقية، وتقف في جدالاتها مع الصحة الجنسية والإنجابية والحقوق المتعلقة بها، وحقوق مجتمع الميم، وحقوق الطفل، وحقوق المرأة، وضد الاستعباد والتمييز بالإقصاء وحظر المساس.
خارج عملها الحقوقي، تعمل هيومانستس إنترناشيونال عضوًا ديمقراطيًا للحركة الإنسانية العالمية. تقيم اجتماعًا عامًا كل عام ومؤتمرًا عالميًا للإنسانيين عادةً كل ثلاث سنوات؛ وكان مقررًا لمؤتمرها التالي أن يقام في ميامي، الولايات المتحدة عام 2020 قبل أن يلغى في ظل جائحة كوفيد-19. تعمل منظمة هيومانستس إنترناشيونال لتحفيز نمو الفكر الإنساني والفكر الحر وانتشار قيم التنوير حول العالم بدعم الناشطين لتشكيل منظمات فعالة في بلدانهم الأصلية. في 2002، تبنت الجمعية العامة لمنظمات هيومانستس إنترناشيونال بالإجماع إعلان أمستردام 2002، الذي يقدم على أنه «النص الرسمي المعرف للفلسفة الإنسانية العالمية». شعارها الرسمي، الإنسان السعيد، مشترك مع المنظمات الأعضاء في الاتحاد حول العالم.

## الإنسانية كموقف حياتي
في 2002، في المؤتمر الإنساني العالمي الموافق للذكرى السنوية الخمسين للمنظمة، أقر المندوبون بالإجماع قرارًا يعرف باسم إعلان أمستردام 2002، وهو تحديث لإعلان أمستردام الأصلي (1952).
يعرف إعلان أمستردام الفلسفة الإنسانية بأنها «موقف حياتي» يتصف بأنه «أخلاقي»، و«عقلاني»، وداعم لكل من «الديمقراطية وحقوق الإنسان»، وتؤكد على «أن حرية الشخص يجب أن تكون مرفقة بمسؤولية اجتماعية» وهي «بديل للدين الدوغمائي»؛ وتثمن «الإبداع الفني والخيال»، وتهدف لعيش حيوات من «تحقيق الذات» من خلال قوى «التساؤل الحر»، و«العلم»، و«الخيال الإبداعي».

بالإضافة إلى «البيان الرسمي للإنسانية العالمية» في إعلان أمستردام، فإن هيومانستس إنترناشيونال تقدم «بيان أدنى عن الإنسانية»:
الإنسانية موقف حياتي ديمقراطي وأخلاقي، يؤكد على أن الكائنات البشرية يمتلكون الحق والمسؤولية لإعطاء شكل ومعنىً لحياتهم الخاصة. تقف الإنسانية مع بناء مجتمع أكثر إنسانيةً عن طريق أخلاقيات مبنية على الإنسان وقيم طبيعية أخرى في روح من المنطق والتساؤل الحر بقدرات البشر. ليست ألوهية ولا تتقبل الرؤى ما وراء الطبيعية للواقع.
يطلب من أعضاء منظمات هيومانستس إنترناشيونال وفق قوانين العضوية أن يمتلكوا أشياء «تتوافق» مع هذا الفهم للإنسانية.

### قرارات بارزة أخرى
في المؤتمر الإنساني العالمي في 2005، في فرنسا، تبنت الجمعية العامة إعلان باريس 2005، عن علمانية الدولة، والذي ينص على ما يلي:
لا يمكن أن توجد حرية الضمير ما دامت الأديان تحكم المجتمعات. العلمانية هي المطالبة بحقوق متساوية لأولئك الذين يدينون بأي دين إلى جانب أولئك الذين لا ينتمون لأي دين.... للاتحاد الدولي الإنساني والأخلاقي ومنظماته الأعضاء، يجب على الدولة أن تكون علمانية، أي لا دينية ولا إلحادية. ولكن المطالبة بمساواة ديمقراطية حقيقية، يقر بها القانون، بين المؤمنين والإنسانيين لا يعني أن الاتحادات الأعضاء في الاتحاد الدولي الإنساني والأخلاقي يعامل كل وجهات النظر الفلسفية بالتساوي. لسنا ملزمين باحترام اللاعقلانية، مهما كانت أصولها قديمة. الإنسانية الحقيقية هي ازدهار حرية الضمير ومناهج التساؤل الحر.
في 2007، في «تحالف غير مسبوق» أطلق (حينها) الاتحاد الدولي الإنساني والأخلاقي، والاتحاد الأوروبي الإنساني، ومنظمة كاثوليكس فور تشويس (كاثوليكيون مع حق الاختيار) إعلان بروكسل، وهو استجابة علمانية لإعلان برلين المقترح، وفيه كان من المقرر تعديل الدستور الأوروبي للإشارة إلى «الإله» و«الجذور المسيحية لأوروبا». أشار الإعلان بالتحديد للمواقف السياسية الخاصة بالمساواة وحقوق الإنسان لجماعات مختلفة من الأقليات، ليخلص إلى: «المبادئ والقيم التي بنيت عليها الحضارة الأوروبية مهددة من جديد. ندعو الشعوب الأوروبية وكل من يكترث للحرية والديمقراطية وحكم القانون إلى مشاركتنا في الترويج لها وحمايتها».
في المؤتمر العالمي للإنسانيين 2011، في النرويج، تبنت الجمعية العامة لهيومانستس إنترناشيونال إعلان أوسلو بشأن السلام، الذي خلص إلى: «نحن نحث كل منظماتنا الأعضاء والإنسانيين حول العالم على العمل لنشر ثقافة أكثر سلامًا في أممهم وحث جميع الحكومات على تفضيل الحل السلمي للنزاعات على بدائل العنف والحرب».
في المؤتمر الإنساني العالمي 2014، في المملكة المتحدة، تبنت الجمعية العامة لهيومانستس إنترناشيونال إعلان أكسفورد لحرية الفكر والتعبير، والذي أكد على أن: «حرية الفكر تعني الحق لتنمية عقائدنا والاحتفاظ بها وفحصها وإظهارها دون جبر، والتعبير عن آرائنا ونظرتنا للعالم سواءً كانت دينية أو غير دينية، دون خوف الإجبار. وتشمل حق تغيير آرائنا أو رفض معتقدات كنا نؤمن بها، أو كنا نلتزم بها. الضغط للانصياع لإيديولوجيات الدولة أو تعاليم الدين استبداد».
في 2017، عقدت هيومانستس إنترناشيونال مؤتمرًا خاصًا للتهديدات للإنسانية والديمقراطية الليبرالية الناتجة عن الشعبوية السلطوية والتطرف كجزء من اجتماعها العام في لندن. في الاجتماع العام التالي في أوكلاند، نيوزيلندا، في 2018، اتفق أعضاء هيومانستس إنترناشيونال على إعلان أوكلاند لسياسات التقسيم، الذي أدان الانتشار الجديد العالمي للدهماوية، «المتمثل بالجيل الجديد ممن يسمون سياسيي «الرجال الأقوياء»، الذين يدعون وقوفهم مع المصالح العامة، ولكنهم يسعون لإضعاف حقوق الإنسان وغض الطرف عن الأقليات للحصول على القوة والاحتفاظ بها لأهدافهم الخاصة». يلزم الإعلان المنظمات الإنسانية «بمواجهة القضايا الاجتماعية الخاصة بسياسات التقسيم: اللامساواة الاجتماعية، وعدم احترام حقوق الإنسان، والفهم الخاطئ الشائع لطبيعة الديمقراطية» ويؤكد على «قيم الديمقراطية، وحكم القانون، والمساواة، وحقوق الإنسان».
في 2019، أقر أعضاء هيومانستس إنترناشيونال بالإجماع إعلان ريكجافيك الخاص بأزمة التغير المناخي، مقرين بالإجماع العلمي على التغير المناخي الناتج عن النشاط البشري ملزمين الحركة الدولية للإنسانيين بأن «يتبنوا التزامًا اجتماعيًا وسياسيًا للتصرف العاجل وصنع السياسات على المدى الطويل لتخفيف التغير المناخي ومنعه».